# الثقة (فلم)
الثقة هو فيلم جريمة تم إنتاجه في الولايات المتحدة. من بطولة نيكولاس كيج وإليجاه وود وجيري لويس.

## القصة
ووترز وستون ضابطا شرطة يمارسان أعمالهما الروتينية ويصنعان دخل إضافي من خلال بيع اختبارات الخدمات المدنية للضباط الآخرين، وعندما يسمع ستون بقصة عن مُهرب هيروين، يتحضر سريعًا لخوض مهمة طويلة، ويشرع الصديقان في البحث عن منشأ هذا المبلغ الكبير من المال، ويقودهما التحقيق في نهاية الأمر إلى البحث عن قبو غامض بإحدى البنوك.

## وصلات خارجية
- مقالات تستعمل روابط فنية بلا صلة مع ويكي بيانات